# 謝政鵬
謝政鵬（英語：Akon, Hsieh Cheng-peng，1991年9月22日—），中華民國職業網球選手，雙打生涯排名62位，為迄今中華民國男子網球員雙打最高紀錄。有一姐謝淑薇、一妹謝語倢。

## 青少年生涯
2008年謝政鵬和楊宗樺奪得溫網青少年組男子雙打冠軍。2009年和菲律賓選手弗朗西斯·阿尔坎塔拉奪得澳網青少年組男子雙打冠軍，並和匈牙利選手馬爾頓·福索維斯奪得美網青少年組男子雙打冠軍。

## 職業成績

### 雙打
| 雙打賽事紀錄                 |
| ATP 世界巡迴賽 250（0冠1亞） |
| ATP 挑戰賽 （16冠14亞）      |
| ITF 未來賽 （16冠3亞）       |

| 結果 | 日期          | 賽事           | 場地     | 搭檔              | 對手                          | 分數             |
| 亞軍 | 2019年2月10日 | 保加利亞索菲亞 | 室內硬地 | 克里斯多福·朗卡特 | 尼克拉·梅克蒂奇 于爾根·梅爾策 | 2–6, 6–4, [2–10] |

## 外部連結
- 謝政鵬的Facebook專頁
- 謝政鵬（英文/西班牙文）的官方資料
- 謝政鵬的國際網球總會 職業／青少年 官方資料（英文）
- 謝政鵬的官方資料（英文）